# Шћепан Алексић
Шћепан Алексић (Богдашићи код Билеће, 5. септембар 1952) српски је књижевник, приповједач и новинар. Члан је Удружења књижевника Српске.

## Биографија
Рођен је у Богдашићима код Билеће. Основну и гимназију је завршио у Билећи, а журналистику на Факултету политичких наука у Сарајеву 1976. Дуго година је као новинар Танјуга, а од октобра 2008. је на положају директора Народне библиотеке „Владимир Гаћиновић” у Билећи. Члан је редакције српског књижевног часописа Нова Зора.
Живи и ради у Билећи.

## Дјела
Објавио је више књига приповједака:
- Набој, Никшић (1988)
- Рачвасти језик, Београд (1993)
- Име и презиме, Подгорица (2000), Билећа (2005)
- Турски друм, Свет књиге, едиција Савремена проза, Београд (2009)[4]
- Папирна марамица, Свет књиге, едиција Савремена проза, Београд (2011)